# 拉斯特科·茨韦特科维奇
拉斯特科·茨韦特科维奇（1970年6月22日—），塞尔维亚前职业篮球运动员。